# 30 de febrero (canción)
«30 de febrero» es una canción interpretada por el dúo estadounidense Ha*Ash en colaboración con el cantante español Abraham Mateo. El 24 de noviembre de 2017 se estrenó un vídeo Lyric musical del tema, a una semana de que se iniciara la pre-orden del álbum que lleva el mismo nombre. Alcanzó la certificación de oro el día 1 de febrero de 2019 durante la Gira 100 años contigo. Postermionente, se cetificó con disco de platino más oro.

## Información de la canción
"30 de febrero" es una canción compuesta por Hanna Nicole y Ashley Grace con la coautoría de Santiago Henández y Rafael Vergara. El tema es considerada una canción con un ritmo alegre y sarcástica que trata sobre no dar segundas oportunidades en las relaciones, porque en muchas ocasiones no terminan bien. “La canción empezó siendo un chiste, y al final terminó siendo una canción. Básicamente habla de que en las relaciones no debiesen haber segundas oportunidades porque nunca acaban bien” detallo Hanna.
El dúo invitó a Abraham Mateo a formar parte de la canción, el cual compuso y agregó su parte dentro del tema. “Invitamos a Abraham para colaborar en esta canción, porque es un niño muy talentoso, no encanta lo que está haciendo, y compone super bien. Él entendió el humor de la canción y agregó de su cosecha", afirmaron las hermanas. Pese a ser lanzada en forma de vídeo lyric musical, las radios mexicanas emitieron el tema, logrando que el 11 de noviembre de 2018, durante la cuarta visita de las hermanas al Auditorio Nacional con la gira 100 años contigo, el tema fue certificado con disco de oro.

## Vídeo Lyric musical
El 24 de noviembre de 2017 a siete días del estreno oficial de la producción discográfica del mismo nombre, el dúo estrenó el vídeo lyric de la canción "30 de febrero", para ellos se contó con la participación del reconocido Diego Álvarez y George Noriega en la dirección. Al 11 de julio de 2019 el vídeo lyric cuenta con 95 millones de reproducciones en la plataforma de YouTube.

## Presentaciones en vivo
El tema fue tocado en vivo por primera vez el 15 de marzo de 2018, en la segunda fecha del dúo en el Auditorio Nacional durante la gira 100 años contigo. Desde ese entonces, la pista es la última en ser interpretada en los conciertos, siendo el cierre oficial de los mismos. Fue solamente excluida el 12 de febrero de 2019 en la presentación de las hermanas en el Festival Villa María en Argentina.

## Créditos y personal
Créditos adaptados de las notas del álbum.

### Grabación y gestión
- Grabado en Cutting Cane Studios (Davie, Florida, Estados Unidos)
- Masterizado en The Lodge
- Publicado por Sony Music Entertainment México, S.A. De C.V. en 2017.
- Administrado por Sony / ATV Discos Music Publishing LLC / Westwood Publishing

### Personal
- Ashley Grace: voz
- Hanna Nicole: voz, coproducción
- Abraham Mateo: voz
- Santiago Hernández: teclados
- Rob Wells: teclados
- George Noriega: teclados, producción, supervisión musical, programación, ingeniería de grabación
- Matt Calderín: batería
- Emily Lazar: ingeniería de masterización
- Adrián Morales: asistente de ingeniería
- Rafael Vergara: programación
- Santiago Hernández: programación
- Rob Wells: programación, ingeniería de grabación
- Diego Contento: ingeniería de grabación
- Dave Clauss: ingeniería de mezcla
- Jean Rodríguez: dirección vocal, ingeniería vocal

## Certificaciones
| País (organismo certificador) | Certificación | Unidades certificadas |
| ----------------------------- | ------------- | --------------------- |
| México (AMPROFON)             | Platino + Oro | 90 000                |